# Dalian Shide
Dalian Shide (en chino tradicional, 大連實德; en chino simplificado, 大连实德; pinyin, Dàlián Shídé) fue un club de fútbol chino situado en Dalian, provincia de Liaoning. Fundado en 1982 y con estructura profesional desde 1992, tuvo un papel relevante en el fútbol asiático al conquistar ocho títulos de la Superliga de China y dos copas de China. Además fue finalista de la Copa de Clubes de Asia 1998 y de la recopa AFC de 2001.
La entidad desapareció el 30 de noviembre de 2012 por problemas económicos y fue absorbida por el Dalian Aerbin, que compró todos los activos del Shide por 3.200 millones de renminbis.

## Historia
Los orígenes del Dalian Shide se encuentran en el Dalian F. C., creado en 1982 para sustituir al club de fútbol de los astilleros de Dalian en la segunda división china, por aquel entonces una división amateur. Con el apoyo del gobierno local, pudo ascender en 1984 y permaneció en la máxima categoría durante el resto de la década. El 3 de julio de 1992 se convirtió en el primer equipo chino con estructura profesional, y cuando la Asociación China de Fútbol convirtió en 1994 la liga nacional en una competencia profesional, el Dalian fue uno de los primeros miembros confirmados.
El club fue comprado en 1994 por la inmobiliaria Wanda Group y renombrado como Dalian Wanda. Ese mismo año se llevó la primera edición de la Liga Jia-A china, quedó tercero en la segunda campaña y después ganó tres ligas consecutivas entre 1996 y 1998, bajo las órdenes del técnico Chi Shangbin. Además, llegó a la final de la Copa de Clubes de Asia 1998 donde cayó derrotado frente al Pohang Steelers surcoreano en la tanda de penaltis. Durante todo ese tiempo, creó una academia de fútbol en la ciudad que dio futuras figuras internacionales como Zhang Enhua y Sun Jihai.
En enero de 2000 Wanda vendió el equipo al grupo Shide, un fabricante de materiales de construcción vinculado al empresario Xu Ming, y la entidad pasó a llamarse Dalian Shide. Con el fichaje del serbio Milorad Kosanović como entrenador, el club ganó tres ligas consecutivas entre 2000 y 2002, así como la copa de China de 2001. A nivel internacional, fue derrotado en la final de la recopa de la AFC por el Al-Shabab saudí. Cuando se creó la Super Liga China en 2005, el Dalian Shide fue su primer campeón con el también serbio Vladimir Petrović en el banquillo. La buena situación deportiva permitió que en 2008 se creara un club cantera para la S. League de Singapur, el Dalian Shide Siwu, que solo permaneció activo un año.
En los últimos años de su historia, el Dalian Shide se vio afectado por la desaparición del grupo Shide, confirmada en 2012, y la detención de Xu Ming. Al mismo tiempo surgió un equipo de fútbol nuevo en la ciudad, el Dalian Aerbin, que el 30 de noviembre de 2012 absorbió al Dalian Shide luego de comprar todos sus activos (incluyendo plantilla y sistema de cantera) por 3.200 millones de renminbis.

## Jugadores
La siguiente lista recoge algunos de los futbolistas más destacados de la entidad.
| - Wang Tao (1989-1999) - Li Ming (1989-2005) - Zhang Enhua (1994-2003) - Sun Jihai (1995-1998; 1999-2002) - Hao Haidong (1997-2005) - Yan Song (1999-2007; 2011-2012) - An Qi (2000-2004) - Zhao Xuri (2005-2009) |  | - Václav Němeček (1998-1999) - Adilson dos Santos (2000-2005) - Albert Baning (2002) - Christian Pouga (2003-2004) - Nicolas Ouédec (2002) - Miodrag Anđelković (2007) - James Chamanga (2008-2012) - Ahn Jung-hwan (2009-2011) |

## Palmarés

### Torneos nacionales (13)
- Super Liga China  (8): 1994, 1996, 1997, 1998, 2000, 2001, 2002, 2005.

- Copa de China de fútbol (2): 2001, 2005.

- Supercopa de China (3): 1997, 2001, 2003.

### Torneos internacionales
Subcampeón de la Copa de Clubes de Asia (2): 1998.
Subcampeón de la Recopa de la AFC (1): 2001.